# Shark Tale
Shark Tale (bra: O Espanta-Tubarões; prt: O Gang dos Tubarões) é um filme de animação em computação gráfica estadunidense de 2004, produzido pela DreamWorks Animation. Lançado nos Estados Unidos em 1 de outubro de 2004, o filme conta com as vozes de Will Smith, Angelina Jolie, Renée Zellweger, Jack Black, Robert De Niro e Martin Scorsese. Conta a história de Oscar, um peixe mal-sucedido que afirma falsamente ter matado o filho de um chefe da máfia de tubarões para promover sua posição na cidade dos peixes no fundo do mar; Oscar se junta ao filho mais novo do mafioso para manter a sua fama. O título original para este filme era "Sharkslayer", mas foi mudado para Shark Tale.
Apesar das críticas negativas do filme, Shark Tale provou ser um sucesso de bilheteria, estreando em primeiro lugar com 47,6 milhões de dólares - uma das maiores aberturas para um filme da Dreamworks Animation. Manteve-se como o filme n.º 1 nos Estados Unidos e Canadá por três semanas e fez 367 milhões de dólares em todo o mundo contra o seu orçamento de 75 milhões. Shark Tale chegou a ser nomeado para o Oscar de melhor filme de animação, mas perdeu para The Incredibles.

## Enredo
Em Southside Reef, uma grande cidade inspirada em Nova Iorque, localizada em algum lugar do fundo do oceano habitada por peixes de diversos tipos, um bodião-limpador atrevido chamado Oscar deseja ser rico e famoso a todo custo. Logo após chegar ao seu trabalho no Lava-Baleias, ele é chamado para o escritório de seu chefe, um baiacu chamado Sykes para este lhe cobrar uma grande quantia em dinheiro que Oscar lhe deve, a qual é dado um prazo de vinte e quatro horas para pagar. Oscar se lembra de ter sido humilhado quando era pequeno porque seu pai era um funcionário do Lava-Baleias trabalhando como limpador de línguas, o que lhe instiga sua procura por fama e dinheiro; ele é ajudado por sua amiga peixe-anjo chamada Angie, que lhe oferece uma pérola rosa brilhante dada por sua avó para Oscar vendê-la e pagar sua dívida. Oscar, após vender o objeto, leva o dinheiro para um hipódromo onde será realizada uma corrida de cavalos-marinhos para pagar sua dívida à Sykes, mas após ouvir de outros peixes que a corrida será fraudada para uma vitória de um cavalinho-marinho chamado Sortudo, Óscar aposta todo a quantia no cavalo. Sykes, após se encontrar com Oscar e saber da aposta, fica irritado pelo pequeno peixe ter apostado todo o seu dinheiro, mas concorda em assistir a corrida para ver o que acontece. Momentos antes de Sortudo cruzar a linha de chegada em primeiro lugar, ele tropeça e perde, causando ainda mais fúria em Sykes.
Enquanto isso, uma família de grandes tubarões-brancos mafiosos que tem como sócios orcas, espadartes e polvos enfrenta um problema com um de seus filhos, Lenny, que é vegetariano e se recusa a fazer o papel de assassino; seu pai, que é o chefão da máfia, Don Edward Lino, ordena que seu violento filho mais velho, Frankie, seja mentor de seu irmão nos negócios da família. Frankie e Lenny, mais tarde, vêem Oscar deixado para morrer no meio do oceano pelos dois comparsas de Sykes, Ernie e Bernie, que são duas águas-vivas; Frankie ordena que Lenny devore Oscar, mas Lenny, em vez disso, o liberta e pede que ele escape. Furioso, Frankie decide ele mesmo devorar Oscar, mas no último instante uma âncora cai na cabeça do tubarão, matando-o; devastado e assustado, Lenny tem uma crise de transtorno do sobrevivente e foge. Como não havia outras testemunhas, uma vez que Ernie e Bernie fugiram assim que Lenny chegou, e Oscar foi visto perto do corpo de Frankie, todos passam a acreditar que ele matou Frankie, ganhando assim uma oportunidade dele finalmente conquistar seu desejado status e fortuna.
Oscar retorna à cidade ganhando o famigerado apelido de "matador de tubarões"; Sykes se torna seu gerente e Oscar se muda para o Topo do Recife, um enorme edifício localizado no ponto mais alto de Southside Reef para viver uma vida de luxo. Ao mesmo tempo, Don Lino faz com que todos procurem por Lenny, que está desaparecido desde que Frankie morreu. Quando vários tubarões se aproximam de Southside Reef, a população da cidade espera que Oscar os afaste dali; ao andar pelas partes baixas da cidade, Oscar reencontra Lenny. Como Lenny não deseja voltar para casa, o singelo tubarão implora a Oscar que o deixe ficar em sua casa. Logo, Angie descobre a farsa e ameaça contar a todos, mas Oscar e Lenny, após uma conversa, decidem encenar um evento em que Lenny finge aterrorizar a cidade e Oscar o derrota. Embora isso cimente ainda mais a reputação de Oscar e faça com que a linda mas vingativa peixe Lola se torne sua namorada, isso enfurece Don Lino. Depois de ver Lola beijar Oscar na televisão, Angie discute com Oscar e revela-lhe que sempre o amou bem antes de sua fama e que agora ele não é mais nada para si.
No dia dos namorados, Oscar compra alguns presentes para Angie para se desculpar para ela, mas descobre que Don Lino a sequestrou para que Oscar participasse de uma reunião com ele; Don Lino ameaça devorar Angie se Oscar não comparecer. Oscar e Lenny, disfarçado como golfinho, vão até o navio afundado de Don Lino onde ele marcou a reunião para resgatar Angie. Lenny agarra Angie em sua boca, fingindo comê-la, mas depois a vomita e se revela na frente de seu pai; incrédulo, Don Lino renega seu filho e persegue Oscar através do recife; Oscar vai para o Lava-Baleias e acaba prendendo Don Lino e Lenny nas máquinas. Oscar é novamente ovacionado por todos por ele ter "salvado" a cidade de dois tubarões, mas finalmente confessa a verdade por trás da morte de Frankie; ele então diz a Don Lino que todo mundo gosta Lenny do jeito que ele é e o ensina a respeitar as escolhas individuais dele. Inspirado pela confissão de Oscar, Don Lino se reconcilia com seu filho e afirma que ele e sua gangue não irão mais assustar os moradores de Southside Reef. Oscar abandona toda a riqueza que adquiriu e pede desculpas a Angie, a qual ela além de aceitar inicia um relacionamento com ele; Oscar faz as pazes com os tubarões e torna-se co-gerente do Lava-Baleias junto com Sykes, agora frequentado por tubarões e orcas.
No meio dos créditos finais, Lola reaparece no Topo do Recife e entra no apartamento de Oscar para se desculpar por tê-lo entregado a Don Lino quando este sequestrou Angie, mas acaba encontrando Joe Doidão, um caranguejo-eremita amigo de Oscar que tomou posse do apartamento após ele começar o namoro com Angie; Joe estala suas garras e o filme volta para os créditos finais.

## Elenco e personagens
- Will Smith como Oscar, um Bodião-limpador que trabalha no Lava Baleias no Recife da Cidade. Ele quer ser rico, mas seus planos sempre falham e ele deve cinco mil moluscos para o Sr. Sykes.
- Jack Black como Lenny, um grande tubarão branco que é um vegetariano.
- Robert De Niro como Don Lino, um grande tubarão branco que é pai de Lenny e Frankie e líder de um bando de tubarões criminosos. Ele quer Lenny e Frankie para assumir o negócio e executá-los juntos, ele fica furioso quando Oscar fica no caminho após a morte de Frankie. James Gandolfini foi originalmente criado para expressar o caráter, mas ele teve que sair.[4][5]
- Renée Zellweger como Angie, uma peixe-anjo, a melhor amiga de Oscar, e colega de trabalho. Angie abriga um segredo amoroso não correspondido por Oscar.
- Angelina Jolie como Lola, uma peixe leão sedutora e sexy quem Oscar desenvolve um interesse romântico.
- Martin Scorsese como Sykes, o baiacu proprietário do Lava Baleias e um agiota a quem deve o Oscar cinco mil moluscos. Ele já trabalhou para Don Lino, mas foi saiu fora e pagou suas dívidas para pagar o gangster.
- Ziggy Marley e Doug E. Doug como Ernie e Bernie, respectivamente, dois água-viva jamaicanos que trabalham como capangas do Sr. Sykes. Eles gostam de judiar de Oscar com seus ferrões vicioso quando ele está em apuros com Sykes.
- Michael Imperioli como Frankie, um grande tubarão branco que é irmão de Lenny e o filho mais selvagem de Lino. Como Lino, ele está envergonhado por tendências vegetarianas de Lenny. Ele é morto por uma âncora que cai sobre ele.
- Vincent Pastore como Luca, é um polvo verde, capanga de Don Lino, com uma tendência a dizer o óbvio muito para o aborrecimento de Don Lino.
- Peter Falk como Don Ira Feinberg, um idoso tubarão leopardo e líder de um bando de tubarões criminosos. Feinberg é um grande amigo de Don Lino. Ele realiza karaoke na sede dos tubarões.
- Katie Couric como Katie Current, a repórter local da Cidade de Recife.

## Produção
O filme começou a ser produzido em abril de 2002 sob o título de "Sharkslayer", com Vicky Jenson (Shrek) e Eric "Bibo" Bergeron (O Caminho para El Dorado) atuando como os dois diretores antes de Rob Letterman, que também co-escreveu o roteiro com o escritor de Ice Age, Michael J. Wilson, entrar como terceiro e último diretor. Em setembro de 2003, o filme foi renomeado para "Shark Tale", a fim de fazer o título soar menos violento e mais familiar. Bill Damaschke, produtor do filme, explicou a mudança do título: "Queremos fazer um filme um pouco mais noir, talvez um pouco mais sombrio do que onde chegamos". Shark Tale foi o primeiro filme totalmente animado por computador a ser produzido nas instalações da DreamWorks Animation em Glendale, Califórnia; esses estúdios anteriormente eram responsáveis por animarem os filmes desenhados à mão do estúdio. Foi também o primeiro filme de animação por computador da DreamWorks a não ser produzido pela Pacific Data Images.
James Gandolfini foi inicialmente definido para dar voz ao tubarão chefão Don Lino, mas desistiu, com Robert De Niro assumindo o papel.
O filme foi produzido simultaneamente durante algum tempo com Finding Nemo da Pixar, outro filme de animação ambientado no mar e que foi lançado um ano e meio antes de Shark Tale. O CEO da DreamWorks Animation, Jeffrey Katzenberg, alegou na época que "quaisquer semelhanças são mera coincidência. Temos relações abertas com o pessoal da Pixar, então procuramos não pisar no calo um do outro".

## Lançamento
Shark Tale foi originalmente agendado para lançamento geral em 5 de novembro de 2004, mas teve sua estreia adiantada para 1º de outubro para evitar uma concorrência com The Incredibles da Pixar, que iria abrir no mesmo fim de semana. O filme teve sua estreia mundial em 10 de setembro de 2004, na Praça de São Marcos em Veneza, Itália. Exibido como parte do Festival de Cinema de Veneza, Shark Tale marcou a primeira vez que o local foi fechado para a estreia de um grande longa-metragem. O filme foi projetado na maior tela inflável do mundo, medindo mais de seis andares de altura e mais de 3.900 pés quadrados (360 m²). Foram necessários 20.000 pés cúbicos (570 m³) de ar para inflar a tela e mais de cinquenta toneladas de água para estabilização da mesma. A estreia contou com a presença de seis mil visitantes, incluindo Will Smith, Angelina Jolie, Robert De Niro e Michael Imperioli. Jeffrey Katzenberg, o produtor executivo do filme, explicou que eles "queriam encontrar uma maneira única de apresentar este filme ao mundo. Precisávamos de uma grande ideia... Mais do que tudo, estamos num showbusiness. Esta é a parte do show".

### Mídia doméstica
O filme foi lançado em DVD em 8 de fevereiro de 2005. As cópias físicas contêm alguns recursos extras como bastidores da produção e dublagem, jogos e atividades, erros de gravação, uma audição para a personagem baleia Gigi, o videoclipe "Car Wash" com Christina Aguilera e Missy Elliott e um curta-metragem chamado Club Oscar. O filme também foi lançado no formato Game Boy Advance Video em 17 de novembro daquele ano; em 5 de fevereiro de 2019, o filme ganhou sua primeira disponibilização no formato Blu-ray.

## Recepção

### Bilheteria
Shark Tale arrecadou US$ 160,9 milhões nos Estados Unidos e Canadá e US$ 213,7 milhões em outros países, perfazendo um total mundial de US$ 374,6 milhões, tornando-se um sucesso comercial considerando seu orçamento estimado em US$ 75 milhões. Foi o nono filme de maior bilheteria de 2004.
Em sua estreia, Shark Tale ficou no primeiro lugar das bilheterias estadunidenses ao arrecadar US$ 47 milhões na abertura, se tornando a segunda maior abertura para um filme da DreamWorks Animation, atrás de Shrek 2 (US$ 108 milhões). O filme permaneceu no topo das bilheterias durante seu segundo e terceiro final de semana.

### Resposta da crítica
No Rotten Tomatoes, Shark Tale tem um índice de aprovação de 35% com base em 182 resenhas, obtendo nota média de 5,20/10; o consenso crítico do site diz: "Derivativo e cheio de piadas internas da cultura pop". No Metacritic, o filme tem uma pontuação média ponderada de 48 de 100 com base em 36 críticas, indicando "críticas mistas ou médias". O público consultado pelo CinemaScore deu ao filme uma nota média "A−" em uma escala de "A+" a "F".
O crítico de cinema Roger Ebert deu ao filme duas de quatro estrelas em sua crítica, observando: "Uma vez que o público-alvo de Shark Tale é presumivelmente crianças e adolescentes mais jovens, quantos deles viram The Godfather e irão entender todas as piadas do filme? [...] É estranho que um filme voltado para crianças seja baseado na paródia de um filme de gângster de 1972 para adultos"; ele também opinou que os espectadores mais jovens teriam problemas para desfrutar de um filme sobre personagens adultos com problemas adultos, como o triângulo amoroso entre Oscar, Angie e Lola e um personagem principal querendo saldar sua dívida com agiotas, além de ter comparado a animação com outras envolvendo peixes de maior sucesso, como Finding Nemo da Pixar, que Ebert sentiu apresentar um enredo mais simples com o qual o público poderia se identificar mais facilmente. Richard Roeper comentou que embora Shark Tale não estivesse no mesmo nível de Finding Nemo, era um filme que valia a pena ver.
Todd McCarthy, da revista Variety, alegou que o filme não tem originalidade: "O excesso de familiaridade se estende à história, piadas e música, a maioria das quais faz referência ao entretenimento popular de há cerca de trinta anos", observando que o roteiro parece combinar elementos de The Godfather e Tubarão com pitadas do filme Car Wash de 1976; McCarthy ainda chamou o personagem de Smith de "cansativamente familiar" e a de Zellweger de "totalmente desinteressante", embora tenha elogiado a performance vocal de Martin Scorsese. Kirk Honeycutt, do The Hollywood Reporter, disse que o filme não era tão bom quanto Shrek, mas o chamou de "uma paródia excessivamente brincalhona, mas muitas vezes bastante divertida, que deve agradar as famílias em todos os lugares".

### Controvérsia sobre estereótipo italiano à gangsters
Shark Tale foi criticado por perpetuar estereótipos negativos dos ítalo-americanos em seus antagonistas. O político estadunidense Bill Pascrell disse: "A mensagem predominante é negativa e eles devem ser expostos. Sou um ítalo-americano muito orgulhoso. Quando você me estereotipa é como tirar sarro dos meus avós". A Columbus Citizens Foundation, uma organização sem fins lucrativos ítalo-americana, emitiu uma declaração condenando a estereotipagem de pessoas com nomes italianos como gangsters. Dona De Sanctis, vice-diretora executiva da Ordem dos Filhos da Itália na América, disse: "Estávamos muito preocupados com esse tipo de estereótipo sendo transmitido para a nova geração de crianças". John Mancini, o fundador do Italic Institute of America, protestou contra o filme, afirmando: "Estamos preocupados com o que os pré-adolescentes estão aprendendo com o mundo exterior. Eles não associam outros grupos como criminosos, eles só conhecem os italianos como gangsters. Nosso objetivo aqui é 'desitalianizá-lar' [o filme]"; tal protesto foi coordenado pela Coalizão Ítalo-Americana de Nova Jersey.

## Trilha sonora

### Lista de faixas
| N.º            | Título                                            | Compositor(es)                                                                                               | Intérpretes        | Duração |  |
| 1.             | "Three Little Birds" (feat. Ziggy Marley)         | Bob Marley                                                                                                   | Sean Paul          | 3:37    |  |
| 2.             | "Car Wash (Shark Tale Mix)" (feat. Missy Elliott) | Norman Whitfield, Missy Elliott                                                                              | Christina Aguilera | 3:50    |  |
| 3.             | "Good Foot" (feat. Timbaland)                     | Timberlake, Timothy Mosley                                                                                   | Justin Timberlake  | 3:57    |  |
| 4.             | "Secret Love"                                     | Samantha Jade, Jared Gosselin, Phillip White                                                                 | JoJo               | 4:00    |  |
| 5.             | "Lies & Rumours"                                  | DeShaun Holton, J. Rotem, Denaun Porter, O. Moore, V. Carlisle, Rufus Johnson, M. Chavarria                  | D12                | 4:20    |  |
| 6.             | "Got to Be Real" (feat. Will Smith)               | David Foster, David Paich & Cheryl Lynn                                                                      | Mary J. Blige      | 3:33    |  |
| 7.             | "Can't Wait"                                      | Damon E. Thomas, Antonio Dixon, Harvey W. Mason, Eric Dawkins, Steven Russell                                | Avant              | 3:44    |  |
| 8.             | "Gold Digger" (feat. Bobby V & Lil' Fate)         | Alonzo Lee, Shamar Daugherty, Christopher Bridges, Bobby Wilson, Arbie Wilson                                | Ludacris           | 3:47    |  |
| 9.             | "Get It Together"                                 | Drew Ramsey, Shannon Sanders, India.Arie, Dana Johnson, Mel Johnson                                          | India.Arie         | 4:54    |  |
| 10.            | "We Went as Far as We Felt Like Going"            | Bob Crewe, Kenny Nolan                                                                                       | The Pussycat Dolls | 3:51    |  |
| 11.            | "Digits"                                          | Allison Lurie, Paul Robb, David Clayton-Thomas, Fred Lipsius                                                 | Fannius III        | 3:41    |  |
| 12.            | "Sweet Kind of Life" (feat. Eddie Wakes)          | James Harris III, Terry Lewis, Cheryl Lynn, Bobby Ross Avila, Issiah J. Avila, Tony Tolbert, James Q. Wright | Cheryl Lynn        | 3:59    |  |
| 13.            | "Some of My Best Friends Are Sharks"              | Hans Zimmer                                                                                                  | Hans Zimmer        | 3:48    |  |
| Duração total: | Duração total:                                    | Duração total:                                                                                               | Duração total:     | 50:33   |  |

### Desempenho
| Parada (2004)                                   | Melhor posição |
| ----------------------------------------------- | -------------- |
| Estados Unidos Billboard 200                    | 34             |
| Estados Unidos Billboard Top R&B/Hip-Hop Albums | 48             |

## Jogo eletrónico
Um jogo de vídeo baseado no filme foi lançado em 29 de setembro de 2004, para Microsoft Windows, Xbox, GameCube, PlayStation 2, e Game Boy Advance.